# Larry Lederman
Larry Lederman (ur. 1914, zm. 21 kwietnia 2004 w Mesa) – amerykański działacz sportowy.
W młodości uprawiał zapasy i zdobywał tytuły mistrzowskie na poziomie zawodów międzyuczelnianych. W latach 1962–1966 prezydent Unii Sportu Amatorskiego (Amateur Athletic Union, AAU).
Od lat 60. zajmował się racquetballem; zaadaptował tę dyscyplinę w USA (w 1968 opatentował i zorganizował pierwszy turniej), co przyniosło mu miano ojca racquetballa.
Znalazł się w kilku amerykańskich sportowych Hall of Fame, m.in. racquetballowej, zapaśniczej i AAU.